# Бінггем (округ, Айдахо)
Шаблон:StateAbbr_ 43°13′ пн. ш. 112°24′ зх. д. / 43.22° пн. ш. 112.4° зх. д.
Округ Бінггем (англ. Bingham County) — округ (графство) у штаті Айдахо, США. Ідентифікатор округу 16011.

## Історія
Округ утворений 1885 року.

## Демографія
За даними перепису
2000 року
загальне населення округу становило 41735 осіб, зокрема міського населення було 17352, а сільського — 24383.
Серед мешканців округу чоловіків було 20869, а жінок — 20866. В окрузі було 13317 домогосподарств, 10713 родин, які мешкали в 14303 будинках.
Середній розмір родини становив 3,52.
Віковий розподіл населення поданий у таблиці:
| Стать    | До 15 років | 15-21 | 22-29 | 30-39 | 40-49 | 50-65 | 65-85 | Понад 85 |
| -------- | ----------- | ----- | ----- | ----- | ----- | ----- | ----- | -------- |
| Чоловіки | 6004        | 2788  | 1925  | 2574  | 2902  | 2741  | 1764  | 171      |
| Жінки    | 5766        | 2571  | 1952  | 2635  | 2814  | 2745  | 2102  | 281      |

## Суміжні округи
- Джефферсон — північ
- Бонневілл — схід
- Карібу — південний схід
- Беннок — південь
- Павер — південний захід
- Блейн — захід
- Б'ютт — північний захід

## Виноски
1. ↑  (unspecified title) — Москва: ВИНИТИ РАН, 1964. — С. 39. — 235 с.
2. ↑  US Decennial Census. US Census Bureau. Архів оригіналу за 26 квітня 2015. Процитовано 28 червня 2014.
3. ↑  Historical Census Browser. University of Virginia Library. Архів оригіналу за 11 серпня 2012. Процитовано 28 червня 2014.
4. ↑  Population of Counties by Decennial Census: 1900 to 1990. US Census Bureau. Архів оригіналу за 30 жовтня 2014. Процитовано 28 червня 2014.
5. ↑  Census 2000 PHC-T-4. Ranking Tables for Counties: 1990 and 2000 (PDF). US Census Bureau. Архів оригіналу (PDF) за 18 грудня 2014. Процитовано 28 червня 2014.
6. ↑  State & County QuickFacts. US Census Bureau. Архів оригіналу за 7 липня 2011. Процитовано 28 червня 2014.(англ.) Наведено за англійською вікіпедією.
7. ↑  American FactFinder. Бюро перепису населення США. Архів оригіналу за 26 лютого 2012. Процитовано 31 січня 2008.

| США | Це незавершена стаття з географії США. Ви можете допомогти проєкту, виправивши або дописавши її. |